# Sant Pere de la Roca (Fullà)
Sant Pere de la Roca, actualment anomenada Nostra Senyora de Vida, és una capella del terme comunal de Fullà, a la comarca del Conflent, de la Catalunya del Nord.
Està situada al nord del terme de Fullà, a l'esquerra de la Tet, a prop i a ponent de la vila de Vilafranca de Conflent i a llevant del Roc de Campanyà. A causa de la seva situació, molts dels estudiosos la situen erròniament dins del terme de Vilafranca de Conflent.
Esmentada des del 1059 (Sanctus Petrus de Rocha), el 1225 Ponç de Serrabou, fundador de l'hospital de Sant Andreu de Vilafranca de Conflent, hi instituí un prevere i un clergue perquè tinguessin cura de la capella de Sant Pere i de l'hospital. Hi llegà també vinyes i camps dels entorns. Això fou l'origen d'un priorat, esmentat des d'aquell mateix any: prioratus Sancti Petri de Ruppe. Set anys més tard, el nebot del fundador sotmeté aquest priorat al de Santa Maria de Cornellà de Conflent; aquesta dependència durà fins a la fi de l'Antic Règim. El priorat fou suprimit el 1342 en una butlla papal de Climent VI. Aleshores els edificis del priorat començaren una gradual decadència. El segle xv era una ermita; els edificis, en ruïnes, foren restaurats el 1627 (una inscripció de la porta ho testimonia). Des del segle xviii es coneix com el santuari de Nostra Senyora, o de la Mare de Déu, de Vida.
Restaurada a darreries del segle XX per l'associació vilafranquina Rempart, el seu estat actual és força correcte.

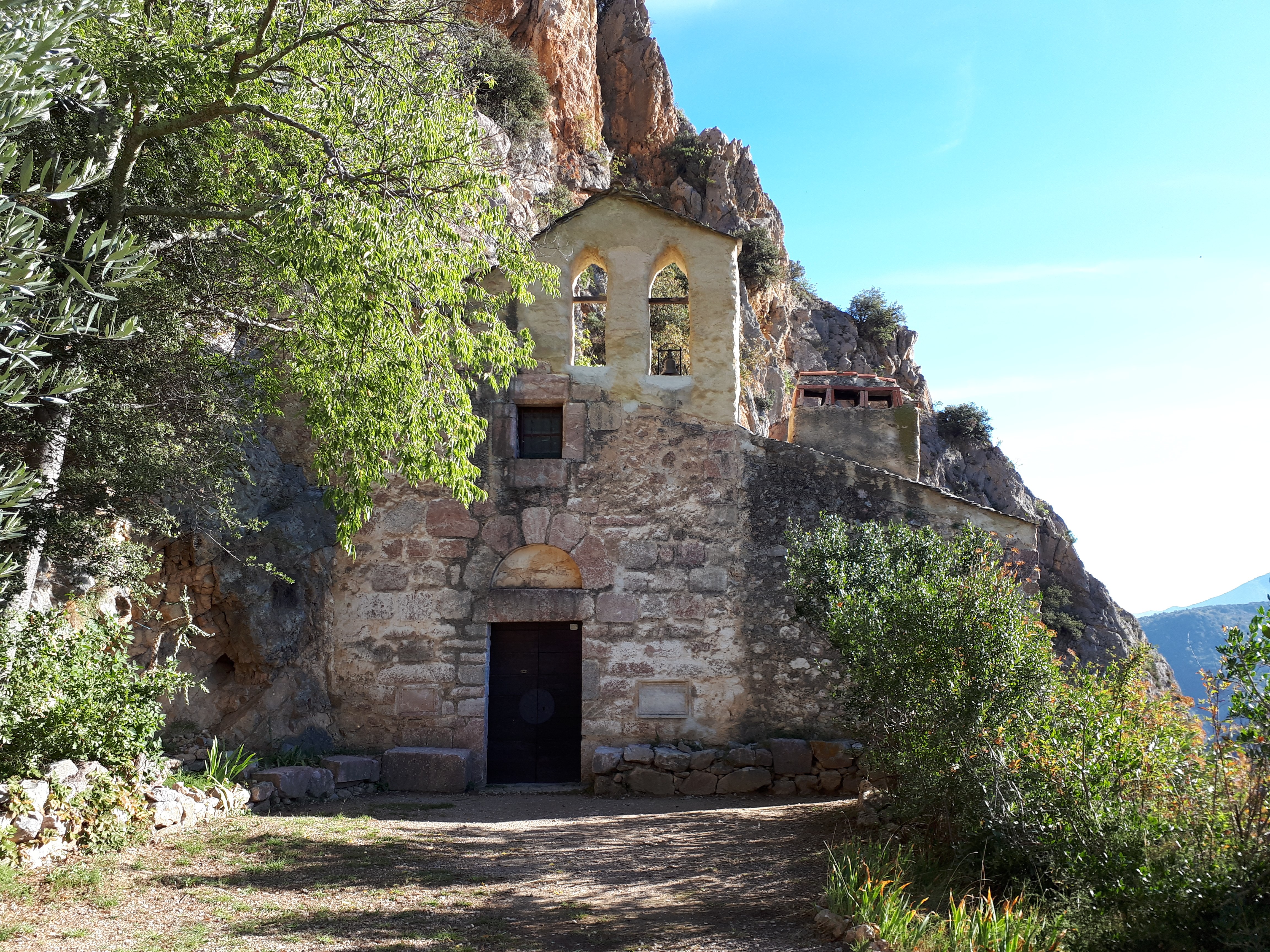
Nostra Senyora de Vida

Es tracta d'una petita església romànica d'una sola nau coberta amb volta de canó de mig punt. No té capçalera diferenciada exteriorment de la nau. La porta és en el frontis de ponent. L'aparell és de pedres rectangulars desbastades amb el martell, del segle xi. Hi ha dues arcades laterals, que actuen com a capelles, del segle xiii. A la dreta de la porta hi ha una làpida de marbre blanc esculpida amb una inscripció que hom afirma que és la tomba de Peire de Vic, un monjo trobador que hi feu estada i hi morí.
La casa prioral, que es comunica amb el porxo de l'església, és a ponent seu. Presenta diversos detalls escultòrics en dos finestrals (un d'ells reconstruït en la restauració esmentada), que remeten al segle xiii.